# Puente de Wandre
El puente de Wandre (en francés: Pont de Wandre) es un puente atirantado que lleva a la carretera N667 a través del canal Albert y del río Mosa en Lieja, Bélgica.
Desde el siglo XV al siglo XIX, el río Mosa, en Wandre, se atravesaba mediante un ferry. En 1884 se construyó el primer puente, que cruza entre Herstal y Wandre.
Un segundo puente fue construido aguas arriba del primero entre 1935 y 1937, pero fue volado por el ejército belga en 1940. Dos puentes peatonales metálicos provisionales de metal reemplazaron el puente destruido. 
La construcción de puentes para reemplazarlo se inició en 1947, un puente de 59,4 metros de largo a través del canal Alberto (le pont de l'Esparanto), y un puente de hormigón se extendía a lo largo del río Mosa con un total de 190 m de longitud. La nueva estructura fue inaugurada oficialmente en 1948.
El último puente fue construido en 1989.